# Episodi di Star Trek (serie televisiva) (prima stagione)

William Shatner e Leonard Nimoy nel primo episodio trasmesso.

La prima stagione della serie televisiva Star Trek, è stata trasmessa tra il 1966 e il 1967. Accanto ai titoli italiani sono indicati i titoli originali.
Per questa stagione la serie fu candidata a cinque premi Emmy del 1967 (nelle categorie Individual Achievements in Art Direction and Allied Crafts, Individual Achievements in Cinematography, Individual Achievements in Film and Sound Editing, Outstanding Dramatic Series, Outstanding Performance by an Actor in a Supporting Role in a Drama). L'episodio in due parti L'ammutinamento vinse un Premio Hugo nella categoria Best Dramatic Presentation, cui erano candidati anche gli episodi L'espediente della carbonite e Al di là del tempo; Uccidere per amore vinse nella stessa categoria nel 1968 e vinse anche un Writers Guild of America Award nella categoria Best Written Dramatic Episode.
L'ordine della prima trasmissione televisiva fu diverso da quello di produzione: dopo il pilota furono ad esempio prodotti Oltre la galassia, L'espediente della carbonite, Il filtro di Venere e Il duplicato prima di Trappola umana.
| nº     | n° prod. | Titolo originale                | Titolo italiano                 | Prima TV USA      | Prima TV Italia   |
| ------ | -------- | ------------------------------- | ------------------------------- | ----------------- | ----------------- |
| Pilota | 1        | The Cage                        | Lo zoo di Talos                 | 15 ottobre 1988   | 2 dicembre 2003   |
| 1      | 6        | The Man Trap                    | Trappola umana                  | 8 settembre 1966  | 15 settembre 1981 |
| 2      | 8        | Charlie X                       | Il naufrago delle stelle        | 15 settembre 1966 | 17 settembre 1981 |
| 3      | 2        | Where No Man Has Gone Before    | Oltre la galassia               | 22 settembre 1966 | 1º maggio 1979    |
| 4      | 7        | The Naked Time                  | Al di là del tempo              | 29 settembre 1966 | 16 settembre 1981 |
| 5      | 5        | The Enemy Within                | Il duplicato                    | 6 ottobre 1966    | 8 ottobre 1981    |
| 6      | 4        | Mudd's Women                    | Il filtro di Venere             | 13 ottobre 1966   | 7 ottobre 1981    |
| 7      | 10       | What are Little Girls Made of?  | Gli androidi del dottor Korby   | 20 ottobre 1966   | 28 ottobre 1981   |
| 8      | 12       | Miri                            | Miri                            | 27 ottobre 1966   | 29 settembre 1981 |
| 9      | 11       | Dagger of the Mind              | Trasmissione di pensiero        | 3 novembre 1966   | 24 settembre 1981 |
| 10     | 3        | The Corbomite Maneuver          | L'espediente della carbonite    | 10 novembre 1966  | 23 settembre 1981 |
| 11     | 16       | The Menagerie: Part 1           | L'ammutinamento (prima parte)   | 17 novembre 1966  | 13 ottobre 1981   |
| 12     | 16       | The Menagerie: Part 2           | L'ammutinamento (seconda parte) | 24 novembre 1966  | 14 ottobre 1981   |
| 13     | 13       | The Conscience of the King      | La magnificenza del Re          | 8 dicembre 1966   | 22 settembre 1981 |
| 14     | 9        | Balance of Terror               | La navicella invisibile         | 15 dicembre 1966  | 8 maggio 1979     |
| 15     | 17       | Shore Leave                     | Licenza di sbarco               | 29 dicembre 1966  | 1º ottobre 1981   |
| 16     | 14       | The Galileo Seven               | La Galileo                      | 5 gennaio 1967    | 30 settembre 1981 |
| 17     | 18       | The Squire of Gothos            | Il cavaliere di Gothos          | 12 gennaio 1967   | 6 ottobre 1981    |
| 18     | 19       | Arena                           | Arena                           | 19 gennaio 1967   | 15 maggio 1979    |
| 19     | 21       | Tomorrow is Yesterday           | Domani è ieri                   | 26 gennaio 1967   | 15 ottobre 1981   |
| 20     | 15       | Court Martial                   | Corte marziale                  | 2 febbraio 1967   | 13 gennaio 1980   |
| 21     | 22       | The Return of the Archons       | Il ritorno degli Arconti        | 9 febbraio 1967   | 20 ottobre 1981   |
| 22     | 24       | Space Seed                      | Spazio profondo                 | 16 febbraio 1967  | 21 ottobre 1981   |
| 23     | 23       | A Taste of Armageddon           | Una guerra incredibile          | 23 febbraio 1967  | 17 gennaio 1980   |
| 24     | 25       | This Side of Paradise           | Al di qua del paradiso          | 2 marzo 1967      | 10 novembre 1981  |
| 25     | 26       | The Devil in the Dark           | Il mostro dell'oscurità         | 9 marzo 1967      | 22 ottobre 1981   |
| 26     | 27       | Errand of Mercy                 | Missione di pace                | 23 marzo 1967     | 27 ottobre 1981   |
| 27     | 20       | The Alternative Factor          | L'alternativa                   | 30 marzo 1967     | 3 gennaio 1980    |
| 28     | 28       | The City on the Edge of Forever | Uccidere per amore              | 6 aprile 1967     | 20 gennaio 1980   |
| 29     | 29       | Operation: Annihilate!          | Pianeta Deneva                  | 13 aprile 1967    | 19 giugno 1979    |

## Lo zoo di Talos
- Titolo originale: The Cage
- Diretto da: Robert Butler
- Scritto da: Gene Roddenberry

### Trama
Anno 2254. L'Enterprise, diretta verso una base stellare per operazioni di routine e per riparazioni dovute alle perdite subite durante l'esplorazione di Rigel VII, riceve una chiamata di soccorso proveniente da Talos IV, nei pressi del quale la Columbia è scomparsa diversi anni prima. Durante l'esplorazione, il capitano Christopher Pike viene rapito dai Talosiani, che cercano di convincerlo tramite illusioni a formare una discendenza con Vina, l'unica sopravvissuta del Columbia.
- Interpreti: Jeffrey Hunter (Christopher Pike), Susan Oliver (Vina), Leonard Nimoy (Spock), Majel Barrett (Numero Uno), John Hoyt (Philip Boyce), Peter Duryea (José Tyler), Laurel Goodwin (J.M. Colt).
- Peculiarità: Questo fu l'episodio pilota prodotto per Star Trek nel 1964 ma, rifiutato dalla NBC, venne trasmesso solo nel 1988. Alcune sue scene sono state riutilizzate nell'episodio L'ammutinamento. L'episodio pilota italiano è disponibile dal 2004 nel cofanetto Paramount "Serie originale" terza stagione, con audio italiano e nella doppia versione a colori e in bianco e nero.

## Trappola umana
- Titolo originale: The Man Trap
- Diretto da: Marc Daniels
- Scritto da: George Clayton Johnson

### Trama
L'Enterprise si dirige su un pianeta per portare viveri ed effettuare dei controlli medici sull'archeologo Robert Crater e sua moglie Nancy; durante l'esplorazione un membro dell'equipaggio viene trovato ucciso, apparentemente avvelenatosi per errore, ma successive analisi dimostrano che il suo corpo è completamente privo di cloruro di sodio. Poco dopo, altri decessi caratterizzati dall'assenza di sale avvengono sulla nave, mentre il dottor Crater sembra non voler collaborare alla ricerca della verità.
- Altri interpreti: Jeanne Bal (Nancy Crater), Alfred Ryder (Robert Crater), Grace Lee Whitney (Janice Rand), Michael Zaslow (Darnell), Bruce Watson (Green), Vince Howard (membro dell'equipaggio che incontra Uhura in ascensore)

## Il naufrago delle stelle
- Titolo originale: Charlie X
- Diretto da: Lawrence Dobkin
- Scritto da: Gene Roddenberry (soggetto), D.C. Fontana (sceneggiatura)

### Trama
Dal cargo Antares sbarca sull'Enterprise il giovane Charlie Evans, unico sopravvissuto di un naufragio avvenuto 14 anni prima su Thasus. Ben presto s'innamora di Janice Rand arrivando a compiere, per lei, dei piccoli miracoli, ma quando comincia a essere contraddetto inizia a comportarsi in modo sempre più arrogante, arrivando a usare i suoi poteri per impadronirsi della nave.
- Altri interpreti: Robert Walker Jr. (Charles Evans), Grace Lee Whitney (Janice Rand), Charles J. Stewart (capitano Ramart), Dallas Mitchell (Tom Nellis)

## Oltre la galassia

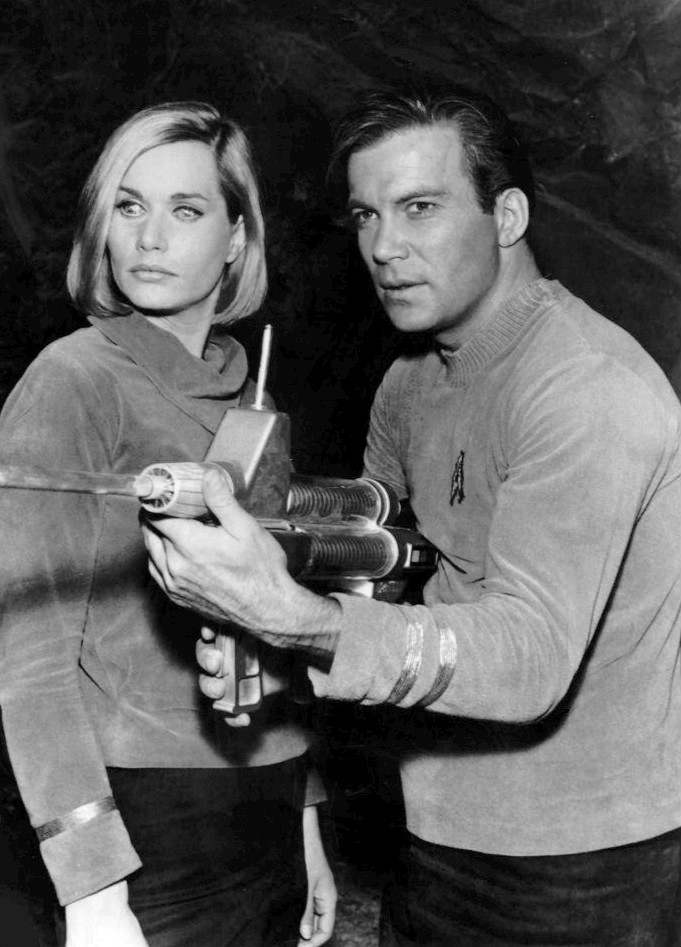
Sally Kellerman e William Shatner in una foto promozionale dell'episodio.

- Titolo originale: Where No Man Has Gone Before
- Diretto da: James Goldstone
- Scritto da: Samuel A. Peeples

### Trama
Data astrale 1312.4. Seguendo un segnale di soccorso, l'Enterprise arriva al confine della Galassia, dove viene scossa da un potente campo di energia. In seguito a ciò Gary Mitchell subisce un forte incremento dei propri latenti poteri di percezione extrasensoriale, iniziando a sentirsi superiore al resto dell'equipaggio, autoproclamandosi divinità. Insieme alla dottoressa Elizabeth Dehner (i cui poteri extrasensoriali iniziano ad aumentare), Mitchell riesce a fuggire da una struttura di Delta Vega, dove il capitano Kirk pensava di poterlo rinchiudere; Kirk, nonostante l'amicizia che lo lega a Mitchell, lo insegue e infine lo neutralizza, aiutato dalla dottoressa Dehner.
- Altri interpreti: Gary Lockwood (Gary Mitchell), Sally Kellerman (Elizabeth Dehner), Lloyd Haynes (Alden), Andrea Dromm (Smith), Paul Carr (Lee Kelso), Paul Fix (dottor Piper).
- Questo episodio è il secondo pilota prodotto dopo che la NBC rifiutò The Cage.

## Al di là del tempo

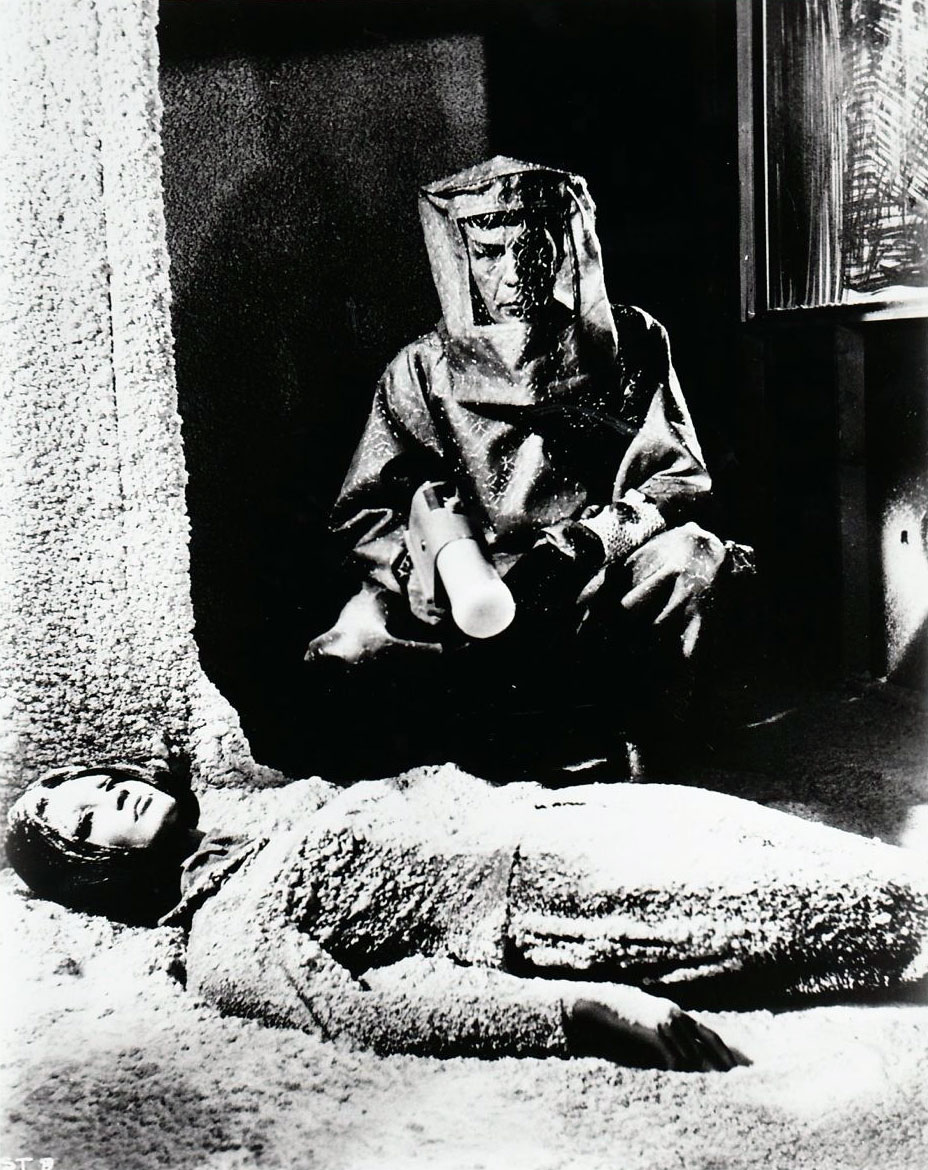
Una foto promozionale dell'episodio.

- Titolo originale: The Naked Time
- Diretto da: Marc Daniels
- Scritto da: John D.F. Black

### Trama
Scesi su Psi 2000 con l'ordine di evacuare un team scientifico, Spock e il tenente Tormolen trovano tutti i componenti morti in circostanze poco chiare. Poco dopo essere tornato a bordo, Tormolen senza alcun motivo si suicida; il resto dell'equipaggio comincia a dare segni di squilibrio: il tenente Riley riesce a impossessarsi della sala macchine, iniziando a cantare canzoni irlandesi attraverso il comunicatore, mentre l'orbita della nave inizia a decadere.
- Altri interpreti: Stewart Moss (Tormolen), Majel Barrett (Christine Chapel), Bruce Hyde (Kevin Riley), Grace Lee Whitney (Janice Rand)
- Questo episodio fu candidato al Premio Hugo nella categoria Best Dramatic Presentation.

## Il duplicato
- Titolo originale: The Enemy Within
- Diretto da: Leo Penn
- Scritto da: Richard Matheson

### Trama
A causa di un guasto del teletrasporto, Kirk viene duplicato in due corpi fisicamente identici, uno dei quali razionale e pacifico, che resta al comando della nave, e l'altro emotivo e aggressivo. Mentre la parte razionale di Kirk scivola nell'incertezza e diventa sempre meno adatta al comando, rendendo urgente un teletrasporto che riunisca le due metà della sua personalità, il guasto al teletrasporto impedisce di riportare a bordo la squadra di sbarco, che si trova ad affrontare una notte gelida.
- Altri interpreti: Grace Lee Whitney (Janice Rand), Edward Madden (Fisher), Garland Thompson (Wilson), Jim Goodwin (Farrell)

## Il filtro di Venere
- Titolo originale: Mudd's Women
- Diretto da: Harvey Hart
- Scritto da: Gene Roddenberry (soggetto), Stephen Kandel (sceneggiatura)

### Trama
Data astrale 1329.7. L'Enterprise prende a bordo Harry Mudd e tre splendide donne, passeggeri di un cargo non identificato e poi distrutto da un asteroide. Nell'inseguimento i cristalli di dilitio dell'Enterprise vengono danneggiati, costringendo la nave a dirigersi verso una colonia mineraria; nel frattempo il processo a Mudd fa emergere che le donne sono spose per corrispondenza, e queste suscitano strani effetti sugli uomini dell'equipaggio. Per ottenere il controllo dell'Enterprise Mudd stringe un patto con i minatori, convincendoli in cambio delle donne a non consegnare il dilitio prima che lui venga rilasciato.
- Altri interpreti: Roger C. Carmel (Harry Mudd), Karen Steele (Eva McHuron), Maggie Thrett (Ruth), Susan Denberg (Magda)

## Gli androidi del dottor Korby
- Titolo originale: What Are Little Girls Made Of?
- Diretto da: James Goldstone
- Scritto da: Robert Bloch

### Trama
L'Enterprise arriva sul pianeta Exo III per cercare notizie del dottor Roger Korby, il cui ultimo messaggio risale a cinque anni prima. Korby, che vive nel sottosuolo, invita Kirk a scendere, mostrandogli i suoi progressi nella progettazione di androidi; ma al rifiuto del capitano di trasferirlo su una colonia per proseguire nei suoi esperimenti sulla duplicazione delle persone, Korby crea un androide identico al capitano, inviandolo sull'Enterprise e impedendo al vero Kirk di mettersi in contatto con la nave.
- Altri interpreti: Michael Strong (Roger Korby), Sherry Jackson (Andrea), Ted Cassidy (Ruk), Majel Barrett (Christine Chapel), Harry Basch (Brown), Vince Deadrick (Mathews), Budd Albright (Rayburn)

## Miri
- Titolo originale: Miri
- Diretto da: Vincent McEveety
- Scritto da: Adrian Spies

### Trama
L'Enterprise incontra un pianeta che assomiglia in maniera stupefacente alla Terra, ma, una volta scesi sulla superficie, Kirk e i suoi trovano una città abitata solamente da bambini che fuggono alla loro vista. La squadra di sbarco tuttavia viene contagiata da una malattia che colpisce solamente gli adulti, mentre nei bambini causa una crescita estremamente lenta.
- Altri interpreti: Kim Darby (Miri), Michael J. Pollard (Jahn), Grace Lee Whitney (Janice Rand)

## Trasmissione di pensiero
- Titolo originale: Dagger of the Mind
- Diretto da: Vincent McEveety
- Scritto da: Shimon Wincelberg

### Trama
Data astrale 2715.1. Dopo che l'Enterprise ha trasportato rifornimenti su Tantalus V, una colonia penale condotta dal dottor Tristan Adams, uno dei ricoverati riesce a salire a bordo e chiedere asilo. Il fuggiasco viene identificato come Simon Van Gelder, l'assistente di Tristan Adams, in forte stato di shock; Kirk e la dottoressa Helen Noel scendono per investigare, scoprendo che Adams usa un dispositivo per neutralizzare la volontà delle persone. Nel frattempo, sulla nave, Spock compie una fusione mentale con Van Gelder per scoprire cosa è realmente successo.
- Altri interpreti: James Gregory (Tristan Adams), Morgan Woodward (Simon Van Gelder), Marianna Hill (Helen Noel), Susanne Wasson (Lethe)

## L'espediente della carbonite
- Titolo originale: The Corbomite Maneuver
- Diretto da: Joseph Sargent
- Scritto da: Jerry Sohl

### Trama
Data astrale 1512.2. L'Enterprise viene avvicinata da un oggetto cubico, che sembra voler entrare in rotta di collisione. Poco dopo averlo distrutto appare una gigantesca nave sferica, la Fesarius, comandata da Balok, che a nome della Prima Federazione accusa Kirk di aver violato il suo territorio, annunciando la distruzione della nave in pochi minuti. Kirk decide allora di bluffare affermando che, grazie al materiale di cui è rivestita l'Enterprise (la carbonite) ogni colpo sparato contro di essa distruggerebbe l'attaccante. Balok inizia quindi a trainare la nave verso un pianeta, ma il consumo di energia permette all'Enterprise di rompere il raggio traente, e di arrivare ad un accordo con Balok.
- Altri interpreti: Anthony Call (Dave Bailey), Clint Howard (Balok), Grace Lee Whitney (Janice Rand)
- Questo è stato candidato al Premio Hugo nella categoria Best Dramatic Presentation.

## L'ammutinamento
- Titolo originale: The Menagerie: Part 1 & 2
- Diretto da: Robert Butler (scene di Lo zoo di talos), Marc Daniels (scene nuove)
- Scritto da: Gene Roddenberry

### Trama
Una chiamata di Christopher Pike, ex capitano dell'Enterprise ormai inabile, fa dirigere la nave alla base stellare 11, dove però risulta che nessun messaggio sia stato trasmesso. Nel frattempo Spock rapisce Pike e, assumendo il comando della nave, punta su Talos IV, un pianeta proibito a tutte le navi della Federazione. Kirk e il commodoro Mendez riescono a raggiungere l'Enterprise a bordo di una navetta, e qui viene istituita una corte marziale per giudicare Spock, il quale spiega il motivo del suo gesto, ovvero offrire una possibilità di cura al capitano Pike, attraverso delle immagini del loro precedente incontro con i Talosiani, avvenuto tredici anni prima.
- Altri interpreti (solo delle scene nuove): Malachi Throne (José I. Mendez), Sean Kenney (Christopher Pike)
- Questo è l'unico episodio di durata doppia della serie classica di Star Trek.
- Molte scene di questo episodio provengono dal primo pilot, Lo zoo di Talos, che venne trasmesso integralmente, come puntata a sé, solo nel 1988.
- Questo episodio vinse l'Hugo Award 1967 nella categoria Best Dramatic Presentation.

## La magnificenza del Re
- Titolo originale: The Conscience of the King
- Diretto da: Gerd Oswald
- Scritto da: Barry Trivers

### Trama
Thomas Leighton, vecchio amico di Kirk, è convinto che l'attore Anton Karidian sia Kodos, ex governatore di Tarsus IV, autore di una carneficina di cui lui e Kirk sono tra i pochi testimoni oculari. In seguito all'assassinio di quest'ultimo, Kirk invita a bordo Karidian e la sua compagnia per poter indagare; durante la permanenza di questi ultimi, il tenente Riley, un altro dei testimoni, è vittima di un attentato, ma Kirk rimane insicuro sull'identificazione tra Karidian e Kodos. Durante una discussione con Spock, il quale ha svolto dell'indagini sull'eccidio di Tarsus IV, il capitano è vittima di un tentativo di omicidio: un phaser viene messo nella stanza e aumentato di potenza perché esploda. Dopo questo episodio Kirk si confronta con Karidian e gli rinfaccia i suoi sospetti sulla sua vera identità. Egli non nega né conferma i sospetti del capitano, ma le indagini portano ad un'agghiacciante verità: il colpevole è Lenore, figlia di Karidian/Kodos diventata lucidamente folle nel tentativo di proteggere il padre.
- Altri interpreti: Arnold Moss (Karidian), Barbara Anderson (Lenore), Grace Lee Whitney (Janice Rand), William Sargent (Thomas Leighton), Natalie Norwick (Martha Leighton), David Somerville (Larry Matson), Karl Bruck (attore che interpreta re Duncan), Marc Adams (attore che interpreta Amleto), Bruce Hyde (Kevin Riley)

## La navicella invisibile
- Titolo originale: Balance of Terror
- Diretto da: Vincent McEveety
- Scritto da: Paul Schneider

### Trama
Data astrale 1709.2. Nei pressi della zona neutrale romulana, diversi avamposti vengono distrutti da una nave romulana dotata di una nuova arma e di un dispositivo di occultamento. Nel tentativo di distruggerla per evitare che la nave, tornata su Romulus, spinga i Romulani all'invasione, Kirk trova il modo di inseguirli e attaccarli, ingaggiando una battaglia di astuzia e intelligenza con il comandante romulano.
- Altri interpreti: Mark Lenard (comandante romulano), Paul Comi (Stiles), Lawrence Montaigne (Decius), Grace Lee Whitney (Janice Rand), Stephen Mines (Tomlinson), Barbara Baldavin (Angela), Garry Walberg (Hansen), John Warburton (centurione)

## Licenza di sbarco
- Titolo originale: Shore Leave
- Diretto da: Robert Sparr
- Scritto da: Theodore Sturgeon

### Trama
Data astrale 3025.3. Kirk decide di concedere una licenza di sbarco all'equipaggio su un pianeta molto simile alla Terra. I primi membri dell'equipaggio sbarcati, tuttavia, iniziano ad avere quelle che sembrano allucinazioni: McCoy vede Alice inseguire il coniglio bianco, Sulu trova un antico revolver funzionante e Kirk incontra Ruth, un vecchio amore, e Finnegan, un bullo dell'Accademia, mentre un campo di energia inizia a drenare l'energia dell'Enterprise, rendendo difficoltose le comunicazioni.
- Altri interpreti: Emily Banks (Tonia Barrows), Oliver McGowan (alieno), Perry Lopez (Rodriguez), Bruce Mars (Finnegan), Barbara Baldavin (Angela), Marcia Brown (Alice), Sebastian Tom (guerriero), Shirley Bonne (Ruth)

## La Galileo
- Titolo originale: The Galileo Seven
- Diretto da: Robert Gist
- Scritto da: Shimon Wincelberg (soggetto), Oliver Crawford e Shimon Wincelberg (sceneggiatura)

### Trama
In rotta per consegnare dei medicinali alla colonia di Makus III, l'Enterprise si ferma ad analizzare un fenomeno spaziale. La navetta Galileo, inviata ad analizzarlo, è obbligata ad atterrare su un pianeta apparentemente disabitato, senza poter ripartire a causa della carenza di energia; né l'Enterprise riesce a riportare l'equipaggio della Galileo a bordo, a causa delle perturbazioni presenti. Mentre gli uomini sul pianeta vengono attaccati da esseri simili a grandi scimmie, il Commissario Ferris ordina a Kirk di sospendere le ricerche per adempiere alla consegna di medicinali.
- Altri interpreti: Don Marshall (Boma), John Crawford (commissario Ferris), Peter Marko (Gaetano), Phyllis Douglas (Mears)

## Il cavaliere di Gothos
- Titolo originale: The Squire of Gothos
- Diretto da: Don McDougall
- Scritto da: Paul Schneider

### Trama
Data astrale 2124.5. L'Enterprise s'imbatte in un pianeta non segnato sulle mappe. Poco dopo, Sulu e Kirk scompaiono improvvisamente dal ponte; la squadra di sbarco mandata ad esplorare la superficie, formata da McCoy, DeSalle e dal geofisico Jaeger, sbarca per investigare, trovando un bizzarro e apparentemente ospitale alieno che dice di essere il generale a riposo Trelaine. Al tentativo di lasciare il pianeta, Trelaine, dotato di strani poteri, oppone però un rifiuto, arrivando a condannare Kirk a morte per aver distrutto una macchina che sembrava dargli le sue capacità. Kirk invece gli propone di fargli da preda per il suo divertimento.
- Altri interpreti: William Campbell (Trelane), Richard Carlyle (Jaeger), Michael Barrier (DeSalle), Venita Wolf (Teresa)

## Arena
- Titolo originale: Arena
- Diretto da: Joseph Pevney
- Scritto da: Gene L. Coon

### Trama
Data astrale 3045.6. Dopo la distruzione di una base della Federazione, l'Enterprise individua gli aggressori, i Gorn, e inizia un inseguimento che porterà entrambi nel territorio dei Metron, che, irritati per questa intrusione, costringono i due capitani a lottare tra loro fino alla morte su un pianeta deserto per decidere quale equipaggio sarà distrutto e quale sarà risparmiato.
- Altri interpreti: Jerry Ayres (O'Herlihy), Grant Woods (Kelowitz), Tom Troupe (tenente Harold), James Farley (Lang), Carole Shelyne (il Metron), Sean Kenney (DePaul), Bill Blackburn (Capitano Gorn), Bobby Clark (Capitano Gorn), Ted Cassidy (Capitano Gorn, voce)
- L'episodio è basato sul racconto Arena, di Fredric Brown.[2]

## Domani è ieri
- Titolo originale: Tomorrow is Yesterday
- Diretto da: Michael O'Herlihy
- Scritto da: Dorothy Catherine Fontana

### Trama
Data astrale 3113.2. Dopo l'incontro con un buco nero, l'Enterprise viene catapultata nella Terra del 1969 dove, scambiata per un UFO, viene filmata dal capitano John Christopher, che viene tratto a bordo appena prima che il raggio traente distrugga il suo aereo intercettore F-104. Per eliminare ogni prova della presenza dell'Enterprise, Kirk e Sulu si teletrasportano sulla Terra, ma qui il capitano viene catturato, rendendo necessario un ulteriore intervento; inoltre è necessario trovare un modo per rendere plausibile la riapparizione del capitano Christopher sulla Terra, in quanto la sua assenza cambierebbe la storia del pianeta.
- Guest star: Roger Perry (capitano John Christopher)
- Altri interpreti: Hal Lynch (sergente), Richard Merrifield (Webb), John Winston (Kyle), Ed Peck (tenente colonnello Fellini)

## Corte marziale
- Titolo originale: Court Martial
- Diretto da: Marc Daniels
- Scritto da: Don M. Mankiewicz (soggetto), Don M. Mankiewicz e Steven W. Carabatsos (sceneggiatura)

### Trama
Data astrale 2947.3. Durante una tempesta ionica, Kirk è costretto a espellere una capsula al cui interno si trova l'ufficiale Benjamin Finney per eseguire dei rilevamenti. Nonostante Kirk affermi di aver ritardato il più possibile l'espulsione per dare il tempo a Finney di salvarsi, l'analisi del diario di bordo condotta dal commodoro Stone alla base stellare 11 mostra il contrario, portando all'istituzione di una corte marziale contro il capitano.
- Altri interpreti: Percy Rodriguez (commodoro Stone), Elisha Cook Jr. (Samuel Cogley), Joan Marshall (tenente Areel Shaw), Richard Webb (Benjamin "Ben" Finney), Hagan Beggs (Hansen), Winston DeLugo (Timothy), Alice Rawlings (Jame Finney)

## Il ritorno degli Arconti
- Titolo originale: The Return of the Archons
- Diretto da: Joseph Pevney
- Scritto da: Gene Roddenberry (soggetto), Boris Sobelman (sceneggiatura)

### Trama
Data astrale 3156.2. L'Enterprise giunge su Beta III per cercare notizie della Archon, che un secolo prima ha visitato il pianeta. Sulu, sceso con O'Neil, torna a bordo sotto una strana influenza; Kirk, Spock e McCoy, sbarcati con altri per indagare, scoprono che tutti gli abitanti hanno comportamenti totalmente omologati e, a intervalli prestabiliti, impazziscono dando sfogo a tutta la rabbia e violenza repressa, per poi tornare ad essere persone senza alcun tipo di emozione. Tutto questo sistema di vita è controllato dal misterioso Landru.
- Altri interpreti: Harry Townes (Reger), Torin Thatcher (Marplon), Brioni Farrell (Tula), Sid Haig, Charles Macauley (Landru), Jon Lormer (Tamar), Morgan Farley (Hacom), Christopher Held (Lindstrom)

## Spazio profondo
- Titolo originale: Space Seed
- Diretto da: Marc Daniels
- Scritto da: Carey Wilber (soggetto), Gene L. Coon e Carey Wilber (sceneggiatura)

### Trama
In data astrale 3141.9 l'Enterprise intercetta la SS Botany Bay, una vecchia nave terrestre lanciata nello spazio negli anni novanta durante le Guerre eugenetiche e apparentemente in stato di abbandono. Kirk, Scott, McCoy e la tenente Marla McGivers (esperta in storia) si teletrasportano a bordo nella nave e scoprono che si tratta di una nave dormitorio sulla quale l'intero equipaggio è ibernato da ormai quasi trecento anni. McGivers trova una cella di animazione sospesa contenente quello che lei crede sia il comandante. Quando il sistema di ibernazione dell'uomo si danneggia, Kirk lo tira fuori per salvarlo. A stento ancora in vita, l'uomo si sveglia e a malapena riesce a chiedere quanto a lungo è rimasto addormentato per poi perdere i sensi. McCoy lo fa trasportare subito nell'infermeria dell'Enterprise per esaminarlo.
Usando il raggio traente dell'Enterprise, Kirk trasporta la Botany Bay alla Base Stellare 12. Intanto McCoy e i suoi assistenti medici lottano per curare tutti gli uomini ibernati ed esaminano il presunto leader. Improvvisamente questi si risveglia e puntando un bisturi sulla gola di McCoy gli domanda dove si trova: McCoy ribatte suggerendogli un modo più efficace di ucciderlo se vuole saperlo. Impressionato dal coraggio del medico, l'uomo ex-ibernato lascia l'arnese e durante una conversazione con Kirk afferma di chiamarsi Khan. In seguito Spock compie una ricerca scoprendo che egli è Khan Noonien Singh, il più potente e malvagio dei "Potenziati", esseri umani geneticamente modificati durante il XX secolo per creare degli individui dalle abilità notevolmente superiori. Tuttavia Khan e gli altri potenziati all'inizio degli anni 1990 si erano ribellati e ai creatori ed erano riusciti a prendere il potere in moltissime aree della Terra, in particolare in tutta l'Asia, portando così allo scoppio delle Guerre Eugenetiche.
Essendo riconosciuto come il più pericoloso membro di questi superuomini, Khan viene messo in quarantena e sotto stretta sorveglianza. La tenente McGivers è l'unica alla quale è permesso di entrare in contatto con lui per informazioni. Approfittandosi del fascino che lei prova nei suoi confronti (poiché lei lo considera un reperto storico vivente), Khan la persuade dicendo di poter pianificare il dominio del mondo e di aver bisogno del suo aiuto per impadronirsi dell'Enterprise. A malincuore la donna accetta e teletrasporta Khan sulla Botany Bay, dove lui risveglia dall'ibernazione il resto dei suoi compagni superuomini. Una volta tornati, Khan e i suoi mercenari prendono il comando dell'Enterprise e intrappolano Kirk in una camera di decompressione minacciando di soffocarlo lentamente se l'equipaggio dell'Enterprise si rifiutasse di eseguire i suoi comandi. McGivers riesce a ribellarsi a Khan, inscena la morte di Kirk e lo libera dalla camera di decompressione. Kirk raggiunge Spock (il successivo ad essere giustiziato con la camera) e lo aiuta a liberarsi, dopodiché i due sprigionano un gas anestetico per stordire i nemici. Khan però sfugge al gas e si reca a distruggere la nave demolendo la sala macchine. Dopo un duro combattimento corpo a corpo, Kirk riesce a sconfiggere Khan tramortendolo e a impedire la distruzione dell'Enterprise.
In seguito alla cattura di Khan, dei suoi seguaci e della tenente McGivers, la Flotta Stellare organizza una riunione per decidere la loro sorte. Kirk propone di non rinchiuderli, ma di esiliarli sul pianeta Ceti Alpha V, un mondo ostile, ma comunque abitabile, ritenendolo il luogo ideale che Khan e i suoi superuomini potranno cercare di conquistare e sul quale potranno costruire una loro colonia. Khan accetta molto volentieri la proposta, vedendovi la nuova sfida che cercava e la tenente McGivers chiede di potersi unire a lui.
- Altri interpreti: Ricardo Montalbán (Khan), Madlyn Rhue (Marla McGivers), Blaisdell Makee (Spinelli), Mark Tobin (Joaquin)
- Il personaggio di Khan riapparirà nei film L'ira di Khan e Into Darkness, rispettivamente seconda e dodicesima pellicola cinematografica derivata dalla serie.

## Una guerra incredibile
- Titolo originale: A Taste of Armageddon
- Diretto da: Joseph Pevney
- Scritto da: Robert Hamner (soggetto), Robert Hamner e Gene L. Coon (sceneggiatura)

### Trama
Data astrale 3192.1. L'Enterprise deve stabilire dei contatti diplomatici con Eminiar VII; nonostante la richiesta di non avvicinarsi al pianeta, per ordini superiori Kirk è costretto a sbarcare, scoprendo che il pianeta è da secoli impegnata con Vendikar in una guerra dove gli attacchi sono virtuali e che le "vittime" hanno un giorno per presentarsi alla morte. Poco dopo il loro arrivo, anche l'Enterprise viene dichiarata distrutta e la squadra di sbarco imprigionata, mentre il consigliere Anan 7 cerca di convincere con l'inganno l'equipaggio a scendere a terra.
- Altri interpreti: David Opatoshu (Anan 7), Gene Lyons (ambasciatore Fox), Barbara Babcock (Mea 3), Miko Mayama (Tamura), David L. Ross (Galloway), Sean Kenney (DePaul), Robert Sampson (Sar 6)

## Al di qua del paradiso
- Titolo originale: This Side of Paradise
- Diretto da: Ralph Senensky
- Scritto da: Dorothy Catherine Fontana e Nathan Butler (soggetto), Dorothy Catherine Fontana (sceneggiatura)

### Trama
Data astrale 3417.3. Kirk arriva a Omicron Ceti III, aspettandosi di trovare tutti i coloni morti a causa dell'alta concentrazione di raggi berthold. Invece, oltre ad essere tutti vivi, stando alle analisi di McCoy, i coloni sono tutti in perfette condizioni fisiche. Fra di loro c'è anche Leila Kalomi, una giovane botanica che sei anni prima lavorò con Spock sulla Terra.
- Altri interpreti: Jill Ireland (Leila Kalomi), Frank Overton (Elias Sandoval), Grant Woods (Kelowitz), Michael Barrier (DeSalle), Dick Scotter (pittore)

## Il mostro dell'oscurità
- Titolo originale: The Devil in the Dark
- Diretto da: Joseph Pevney
- Scritto da: Gene L. Coon

### Trama
L'Enterprise viene chiamata ad aiutare gli abitanti di Janus VI, un pianeta minerario, il cui lavoro è impedito da una strana creatura che si muove nella roccia. Poco dopo l'arrivo della nave, la creatura ruba un componente essenziale per il sostegno vitale, ma durante la ricerca Kirk scopre il nido della creatura, che si rivela un essere intelligente.
- Altri interpreti: Ken Lynch (Vanderberg), Brad Weston (Appel), Biff Elliot (Schmitter), Barry Russo (Giotto)

## Missione di pace
- Titolo originale: Errand of Mercy
- Diretto da: John Newland
- Scritto da: Gene L. Coon

### Trama
A causa di un aumento delle ostilità tra l'Impero Klingon e la Federazione, Kirk ha l'ordine d'impedire che Organia cada in mani nemiche. Sceso sul pianeta per offrire la protezione della Federazione, ottiene un rifiuto, in quanto gli Organiani detestano la violenza e desiderano rimanere neutrali. Poco dopo i Klingon occupano il pianeta e l'Enterprise è costretta a lasciare l'orbita a causa della flotta nemica; mentre Kirk e Spock cercano di catturare il comandante klingon, gli Organiani si rivelano più potenti di quanto sembra.
- Altri interpreti: John Abbott (Ayelborne), John Colicos (Kor)

## L'alternativa
- Titolo originale: The Alternative Factor
- Diretto da: Gerd Oswald
- Scritto da: Don Ingalls

### Trama
Per pochi istanti l'universo ha cessato di esistere; l'origine del fenomeno si trova su un pianeta nei pressi dell'Enterprise, la quale riceve subito l'ordine d'investigare. Qui Kirk trova un alieno di nome Lazarus che gli chiede aiuto per catturare uno strano essere; in caso contrario, egli afferma, sarà la fine del nostro universo.
- Altri interpreti: Robert Brown (Lazarus), Janet MacLachlan (Charlene Masters)

## Uccidere per amore
- Titolo originale: The City on the Edge of Forever
- Diretto da: Joseph Pevney
- Scritto da: Harlan Ellison

### Trama
McCoy s'inietta incidentalmente l'intera dose di un potente farmaco e in preda al delirio scende sul pianeta attorno al quale sta orbitando l'Enterprise. Kirk e Spock, inseguendolo, scoprono il Guardiano dell'Eternità, un'intelligenza artificiale in grado di far viaggiare nello spazio e nel tempo; McCoy, impazzito, vi entra modificando il corso della storia terrestre e annullando ogni tipo di viaggio spaziale da e per la Terra. Kirk, Spock e i loro compagni al cospetto del Guardiano, sono quanto rimane della Federazione. Per ripristinare gli eventi, i protagonisti devono tornare indietro nel tempo per ritrovare il medico, nella New York del 1930, all'epoca della Grande crisi.
- Altri interpreti: Joan Collins (Edith Keeler), John Harmon (Rodent), Hal Baylor (poliziotto), David L. Ross (Galloway)
- Questo episodio vinse l'Hugo Award 1968 nella categoria Best Dramatic Presentation e il Writers Guild of America Award nella categoria Best Written Dramatic Episode.

## Pianeta Deneva
- Titolo originale: Operation - Annihilate!
- Diretto da: Herschel Daugherty
- Scritto da: Steven W. Carabatsos

### Trama
Moltissimi neuroparassiti hanno invaso la colonia di Deneva. Questi esseri, una volta colpita la vittima, provocano atroci dolori, pazzia e infine la morte; della famiglia del fratello di Kirk, George Samuel, solamente il figlio Peter è sopravvissuto all'invasione. Durante un turno di esplorazione anche Spock cade vittima di uno di questi esseri.
- Altri interpreti: William Shatner (Sam Kirk), Joan Swift (Aurelan Kirk), Maurishka (Zahra), Majel Barrett (Christine Chapel), Craig Hundley (Peter Kirk)